# Mastigas
Mastigas o Mastinas (en griego antiguo: Μαστίγας o Μαστίνας), fue un rey bereber que reinó sobre el Reino Mauro Romano en el siglo VI, sucediendo a Masuna. Durante el reinado de Mastigas, el reino controlaba casi por completo la antigua provincia romana de Mauritania Cesariense, con la excepción de la antigua capital, Cesarea, que estaba bajo el control del Imperio bizantino.
Durante la reconquista bizantina, Mastigas se alió con Iaudas, gobernante de un reino en el Aurés y enemigo del Imperio bizantino y del antiguo rey mauro-romano, Masuna, en un intento de expandirse a otros reinos bereberes más pequeños de la región. A diferencia de Iaudas y su reino, el reino de Mastigas no se enfrentaría a ninguna represalia de los bizantinos, probablemente debido a su ubicación más remota, y más tarde proporcionaría un refugio seguro para los bereberes derrotados y las fuerzas rebeldes bizantinas sobrevivientes, como la del amotinado bizantino Estotzas.

## Biografía
Mastigas gobernó a los bereberes y romanos de la Mauritania cesariense entre 535 y 541, sucediendo a Masuna. El historiador bizantino, Procopio de Cesarea, es la única fuente sobre él. Menciona brevemente a Mastigas y otros líderes bereberes locales en el Libro II de las Guerras vándalas. Mastigas se identifica como un gobernante independiente que controla gran parte de la antigua provincia romana, excepto la antigua capital, Cesarea, bajo el control de los vándalos, que más tarde fue reconquistada por el Imperio bizantino bajo el general Belisario en 533.
El sur de Numidia estaba gobernada por el rey Iaudas, enemigo del Imperio bizantino y del antiguo rey bereber Masuna, y gran parte de la antigua provincia de Mauritania Sitifense estaba gobernada por el jefe bereber Orteas, que había sido aliado de Masuna. Mastigas se alió con Iaudas con el objetivo de tomar el territorio que tenía Orteas. Iaudas fue derrotado por los bizantinos, pero Mauritania no sufrió represalias, tal vez porque estaba situada muy lejos de la capital bizantina, Cartago. Tal vez debido a su ubicación más remota, el Reino Mauro Romano proporcionó un refugio seguro para los guerreros bereberes derrotados e incluso rebeldes bizantinos como Estotzas y sus seguidores. Estotzas se casó con la hija de un noble local (tal vez la hija de Mastigas o Masuna) y fue nombrado rey en 541, sucediendo potencialmente a Mastigas como rey de los moros y los romanos.
Mastigas acuñó monedas con su monograma, así como el retrato del emperador bizantino, en ese momento Justiniano I, al igual que los gobernantes de otros reinos bárbaros.